# Oshin
Oshin —en armeni Աիշին— (1282 – 20 de juliol de 1320)) fou rei del Regne Armeni de Cilícia o de la Petita Armènia, fill de Lleó III, i va succeir el seu nebot Lleó IV quan va ser assassinat l'agost del 1307. La seva mare fou Kirana de Lampron. Pertanyia a la dinastia hethumiana.
Va iniciar el regnat reunint un exèrcit amb el qual va expulsar els mongols del país. Va afavorir la unió entre les esglésies romana i armènia cosa que no tenia el suport popular. El 1309 Oshin, ex generalíssim i parent de la seva dona, fou executat per la mort de Toros III.
El govern de Xipre que corresponia a Enric II de Xipre, fou usurpat pel cunyat d'Oshin, Amalric de Tir (Amalric II de Xipre), casat amb la seva germana Isabel. Enric II es va refugiar a la cort d'Oshin que el va retenir presoner, però el va alliberar el 1310 després de l'assassinat d'Amalric.
Es va casar tres vegades. La primera amb la seva cosina Isabel de Korikos que va morir el 1310 i amb la qual va tenir el seu primer fill Lleó V. La segona amb Isabel de Lusignan (filla d'Hug III de Xipre i vídua de Constantí senyor de Neghir i Partzerpert) de la que es va divorciar el 1316 i va morir el 1319; la tercera amb una princesa de Nàpols, Joana d'Anjou (filla de Felip de Tàrent) amb la qual va tenir un segon fill de nom Jordi que devia morir jove.
Va vendre a Jaume el Just les relíquies dels dos braços de santa Tecla.
Va morir el 20 de juliol de 1320 i el va succeir el seu fill Lleó V, que només tenia 10 anys.
| Precedit per: Lleó IV | Regne Armeni de Cilícia 1307-1320 | Succeït per: Lleó V |